# سیارک ۲۹۱۴۶
سیارک ۲۹۱۴۶ (به انگلیسی: 29146 McHone، نامگذاری:1988FN) بیست و نه هزار و صد و چهل و ششمین سیارک کشف شده‌است که در ۱۷ مارس ۱۹۸۸ کشف شد.